# Nicolas Sarkozy
 Nicolas Sarkozy (?·pàg.) (AFIː /nikɔˈla saʁkɔˈzi/; París, 28 de gener de 1955) és un polític francès que va ser president de la República francesa entre 2007 i 2012, una posició que comportava també els càrrecs de copríncep d'Andorra i gran mestre de la Legió d'Honor.
Alcalde de Neuilly-sur-Seine de 1983 a 2002, Sarkozy va ser Ministre de Pressupostos de l'Estat del primer ministre Édouard Balladur (1993-1995) durant el segon mandat de François Mitterrand. Durant el segon període presidencial de Jacques Chirac va desenvolupar les funcions de Ministre de l'Interior, excepte entre el març de 2004 i el maig de 2005, quan va ser Ministre de Finances. El 2004 també va ser escollit president de Consell General del departament d'Alts del Sena. Va ser el líder del partit Unió per un Moviment Popular (UMP) entre 2004 i 2007, abans de guanyar les eleccions presidencials franceses del 2007 per un marge de 53,1% al 46,9% contra la socialista Ségolène Royal. El 25 de novembre de 2011 va ser nomenat per Joan Carles I d'Espanya com a Cavaller de l'Orde del Toisó d'Or. Posteriorment, Sarkozy s'ha vist embolicat de diferents procediments judicials en casos de corrupció a França.
Nicolas Sarkozy va ser derrotat per François Hollande a les eleccions presidencials franceses de 2012 i va deixar el seu càrrec el 15 de maig del mateix any. En aquell moment, Sarkozy va prometre retirar-se de la vida pública i política, tot i que al setembre de 2014 va tornar a l'escenari polític en ser reescollit com a líder del partit UMP, rebatejat com Els Republicans al 2015.
L'any 2016 es va presentar a les primàries presidencials i republicanes, on va ser eliminat a la primera ronda de votacions. En admetre la seva derrota, Sarkozy va anunciar que donaria suport a l'elecció de François Fillon, candidat que va acabar en primera posició a la primera volta de les eleccions.

## Biografia
Nicolas Sarkozy, fill de Pál Sarkozy de Nagybocsa (Nagybócsai Sárközy Pál, en hongarès), nascut a Budapest el 1928 en una família pertanyent a la petita aristocràcia. El seu títol nobiliari té l'origen en una concessió de 1628 de l'Emperador Ferran II, rei de Bohèmia i Hongria, a un avantpassat seu, distingit en les guerres contra els turcs. El 1944, amb l'arribada de les tropes soviètiques, la família Sarkozy pateix l'expropiació de les propietats i es veu forçada a l'exili. S'inicia llavors una llarga etapa de peregrinació per Europa, que els durà a Àustria i Alemanya, on Pál coneixerà un reclutador de la Legió estrangera francesa, a la qual s'enrola per un període de cinc anys i inicia la formació militar a Algèria. No obstant això, la carrera se li trunca en ser declarat inútil per a ser enviat a la guerra d'Indoxina, i el 1948 és desmobilitzat a Marsella. Es canvia el nom de Nagybócsai Sárközy Pál, per la forma afrancesada de Paul Sarkozy de Nagy-Bocsa. Es fa publicitari i el 1949 es casa amb Andrée Mallah, la filla d'un cirurgià de París, estudiant de dret, i jueva sefardita convertida al catolicisme.
El 1952 neix el primer fill de la parella, Guillaume, futur director d'empreses del sector tèxtil. Tres anys més tard, el 1955, neix Nicolas. I el 1958 neix François, el tercer fill, que serà pediatre i investigador en biologia. El 1959, quan Nicolas Sarkozy té quatre anys, son pare es divorcia de sa mare i abandona el domicili conjugal, cosa que obliga la mare a reprendre els estudis i a dedicar-se a l'advocacia per a sostenir la família. Durant la infància de Sarkozy, el pare no va aportar cap mena d'ajuda financera a la seva família, malgrat que havia fundat una empresa de publicitat i tenia una bona situació financera. La família vivia en un antic casal que va ser propietat de son avi, Benedict Mallah, al districte 17è. La família posteriorment es va mudar a Neuilly-sur-Seine, un dels municipis més elitistes de l'Illa de França, a l'oest del 17è districte, als encontorns de París. Segons Sarkozy, son avi gaullista va tenir una influència major que son pare, a qui veia molt poc sovint. Son avi, un jueu sefardita de naixença, originari de Tessalònica, es va convertir al catolicisme en casar-se amb l'àvia de Sarkozy, una francesa catòlica de naixença, i per aquesta raó va ser criat en la fe catòlica. Nicolas Sarkozy, com els seus germans, va ser batejat i és catòlic practicant. Sarkozy va dir fa poc que un dels seus models ideològics va ser el papa Joan Pau II. Paul Sarkozy no va ensenyar l'idioma hongarès ni a ell ni als seus germans ni hi ha cap evidència que mirés d'educar als seus fills en el rerefons cultural del seu país.
Sarkozy va manifestar que haver estat abandonat per son pare li ha modelat el caràcter actual. Quan era un jove adolescent se sentia inferior als seus acabalats companys de classe. Se sentia insegur per ser baix, ja que fa 165 cm, i pels pocs diners de la seva família en comparació amb els seus veïns, i s'ha dit que va acumular un gran ressentiment cap al pare absent. «El que em va fer el que soc ara fou la suma de totes les humiliacions que vaig sofrir a la infància». Sarkozy va estar casat amb Cecilia, de qui es va divorciar el 18 d'octubre de 2007, després de molts mesos de rumors públics sobre aquest desenllaç, a causa de les infidelitats de tots dos des de l'any 2005: Cecilia amb el publicista Richard Attlias i Nicolas amb Anne Fulda, periodista de Le Figaro. Segons la seva advocada, Michèle Cahen, la parella es va presentar davant un jutge, que els va atorgar el divorci després d'11 anys de matrimoni. En l'àmbit acadèmic, Sarkozy és llicenciat per la Universitat de París X Nanterre i ha exercit d'advocat. També va estudiar en l'Institut d'Estudis Polítics de París, on no va rebre el títol perquè no assolí prou nivell d'anglès. El 2004 va decidir de començar a col·leccionar segells per conrear una imatge de mandatari «més reposat», després de rebre ajuda de la reina Isabel II d'Anglaterra. Des de finals de 2007 se'l relacionava amb Carla Bruni, model i cantant italiana, amb la qual va contraure matrimoni el 2 de febrer de 2008 al Palau de l'Elisi de París.
El gener de 2013, la revista francesa France Football va destapar l'escàndol de corrupció conegut com el Cas Qatargate. Segons els autors del reportatge, Sarkozy hauria estat un dels deu principals actors en les trames de compra de vots per a la designació de Qatar com a seu de la Copa del Món de Futbol de 2022.

### Vida privada
L'any 1982 es va casar amb Marie-Dominique Culioli, amb qui va tenir dos fills, Pierre (1985) i Jean (1986). Es van divorciar el 1996. Aquest mateix any es va casar amb Cecilia Ciganer Albéniz amb qui va tenir un altre fill, Louis (1997). El 2007 es van divorciar després de molts mesos de rumors públics sobre les infidelitats dels dos. Des de 2008 està casat amb l'exmodel i cantant italiana Carla Bruni. Tenen una filla, Giulia, que va néixer el 2011.

## Carrera política
Nicolas Sarkozy va participar activament en política des de ben jove. El 1974, amb 19 anys i quan estava estudiant el primer any de la carrera de Dret, es va afiliar a la Unió de Demòcrates per la República (UDR), el partit conservador gaullista que havia governat França des de la proclamació de la Cinquena República Francesa el 1958. La seva carrera política va començar als 22 anys, en ser elegit conseller municipal de la ciutat de Neuilly-sur-Seine. Després en va ser elegit batlle i va exercir el càrrec de 1983 a 2002. El 1988 va aconseguir l'acta de diputat a l'Assemblea Nacional francesa. Des de 1993 fins a 1995, va ser ministre de Pressupost i portaveu de l'Executiu en el gabinet d'Édouard Balladur. Durant la major part de l'inici de la seva carrera, Sarkozy va ser el delfí de Jacques Chirac. No obstant això, cap al 1995, s'havia distanciat de Chirac i va promoure el primer ministre Édouard Balladur per president. Després que Chirac guanyés les eleccions, Sarkozy va perdre el càrrec de ministre de Pressupost i va restar allunyat dels cercles de poder. Es diu que Chirac va considerar que Sarkozy l'havia traït fent costat a Balladur. Entre el maig del 2007 i el maig del 2012 va ser el President de la República Francesa.

### Carrera ministerial
El 2002, després de ser reelegit president de la República Francesa, Jacques Chirac va designar Sarkozy ministre de l'Interior en el gabinet del primer ministre Jean-Pierre Raffarin, malgrat la mútua desconfiança. Després de la reorganització del gabinet de 31 de març de 2004, Sarkozy va ser nomenat ministre d'Economia, Finances i Indústria. Sarkozy va aplicar una política neoliberal, però amb alguna intervenció estatal. Al setembre de 2004 va supervisar la reducció de l'accionariat del govern de France Télécom del 50,4% al 41%. Va arribar a un acord segons el qual la venda al detall en les principals cadenes comercials de França intentaria abaixar els preus al detall una mitjana del 2%; l'èxit d'aquesta mesura és discutible, i hi ha estudis que suggereixen que la disminució va ser més propera a l'1%. Sarkozy va evitar de prendre una decisió sobre l'ISF (l'impost de solidaritat sobre la fortuna), que és considerat un símbol ideològic per l'esquerra. Dins de la UMP van continuar les relacions tibants entre Sarkozy i Chirac en conèixer-se les intencions de Sarkozy d'aconseguir la direcció del partit després de la dimissió d'Alain Juppé.
Al novembre, després de les eleccions internes del partit, Sarkozy es va convertir en líder de la UMP, en obtenir el 85% dels vots. Després d'un acord amb Chirac, va dimitir com a ministre i com a diputat per dedicar-se per complet al partit, i va ser reelegit el 13 de març de 2005 a l'Assemblea Nacional. Després del fracàs del referèndum de la Constitució europea a França i la dimissió del primer ministre Jean-Pierre Raffarin, Sarkozy va tornar a ocupar la cartera d'Interior en el nou govern de Dominique de Villepin, el 31 de maig de 2005.
Va accedir a la cartera d'Interior quan França afrontava problemes socials i d'ordre públic. La seva política de «resistència contra el crim», que va incrementar la presència de la policia als carrers, va ser ben vista per una part de la població. No obstant això, alguns van sentir que es vulneraven els drets civils i va perdre suport entre les capes menys afavorides de la societat. Una altra crítica era que la política de Sarkozy era més un espectacle que no pas mesures realment eficaces. Cap al final del seu ministeri, les seves decisions n'havien fet una figura polèmica a l'Estat francès.
El 2004, Sarkozy va publicar un llibre titulat La República, les religions i l'esperança, on afirmava que els joves no haurien de ser educats només en valors seglars o republicans. També va advocar per reduir la separació entre Església i Estat, i per atorgar subsidis oficials als clergues musulmans perquè divulguessin valors francesos.

## Presidència (2007-2012)
El 6 de maig de 2007 guanya les eleccions presidencials, i es converteix en president de la Cinquena República Francesa el 16 de maig, amb François Fillon de l'Unió per a un Moviment Popular de primer ministre en un govern obert a personalitats de l'esquerra. Fillon continuà en el càrrec durant els cinc anys de mandat de Sarkozy nomenant tres governs successius posant en marxa diverses reformes entre elles la revisió general de polítiques públiques, mostrant-se partidari de reduir el nombre de funcionaris a partir de la no substitució d'un de cada dos funcionaris que s'anessin jubilant, i en 2010, va reformar les pensions elevant l'edat de jubilació de 60 a 62 anys.
En la XXI Cimera bilateral anual entre França i Espanya va anunciar la cooperació per lluitar contra el terrorisme, el tràfic de drogues, així com per permetre la unió ferroviària a través de l'alta velocitat i de línies d'alta tensió elèctrica.

### Europa
El primer dia de ser president de França, Nicolas Sarkozy va viatjar a Berlín, on es va entrevistar amb la cancellera alemanya, Angela Merkel. Ambdós mandataris van subratllar l'amistat francoalemanya i el compromís amb la Unió Europea (UE).
Durant la primera cimera del Consell de la Unió Europea el juny del 2007, Sarkozy va participar activament en les reunions que van servir perquè s'arribés a un acord entre els estats membres de la UE entorn del Tractat de reforma institucional. El 14 de juliol següent, tropes dels 27 països de la UE van desfilar juntes per primera vegada en els Camps Elisis de París, amb motiu de la festa nacional francesa, en una cerimònia encapçalada per Sarkozy.

### Les eleccions presidencials del 2012
Nicolas Sarkozy va anunciar la seva candidatura per a un segon mandat a l'informatiu de les 20 h a TF1 del 15 de febrer de 2012.
El 22 d'abril de 2012, a la primera volta, François Hollande es va situar com a candidat més votat amb el 28,63% dels vots (o sigui 10.272.705) a la primera volta de les eleccions, i Nicolas Sarkozy quedà segon amb 9.753.629 vots, un 27,18%, sent els candidats que van accedir a la segona volta del 6 de maig del 2012, que guanyà François Hollande amb el 51,62% dels sufragis enfront Nicolas Sarkozy, que n'obtingué el 48,36%.

## Després de la presidència
Després de la seva sortida de la presidència, és membre membre de dret i de per vida del Consell Constitucional. El 2014 va assumir la presidència de la UMP fins que el partit es refundà el 30 de maig de 2015 com a Els Republicans. Va deixar el lideratge del partit el 2016 per presentar-se, sense èxit, a les primàries presidencials de la dreta i del centre. Després es va retirar de nou de la vida política.

## Investigacions judicials
Sarkozy s'ha vist embolicat en diferents procediments judicials en casos de corrupció a França: com l'afer Sarkozy-Azibert, acusat d'oferir ajuda al president d'un alt tribunal francès per obtenir una plaça a Mònaco a canvi d'informació confidencial relacionada amb l'afer Woerth-Bettencourt, en què també estava implicat per finançament il·lícit de la campanya presidencial de 2007, del què fou absolt; en l'afer Bygmalion, en el qual l'empresa Bygmalion presumptament va facturar a l'UMP les sumes realment gastades en la campanya presidencial de Nicolas Sarkozy; en l'afer Sarkozy-Gaddafi; en l'afer de les fragates de Taiwan, en el que uns comptes a Itàlia que suposadament li pertanyien es demostrà una manipulació de les llistes de comptes ocults per implicar personalitats alienes a l'afer; i en l'afer dels sondejos de l'Elisi, en què després de passar 15 hores detingut provisionalment a la Direcció Central de la Policia Judicial de Nanterre va ser imputat per corrupció activa, tràfic d'influències i violació del secret d'instrucció, de la que va ser absolt per la immunitat presidencial durant el mandat.

### Condemnes
L'any 2021, l'expresident Sarkozy fou condemnat a tres anys de presó per corrupció i tràfic d'influències, així com també al seu advocat, Thierry Herzog, a qui es va imposar a més cinc anys d'inhabilitació per exercir l'advocacia, i a l'alt magistrat Gilbert Azibert. Els jutges van considerar provat que va existir un pacte de corrupció per beneficiar els interessos judicials de Sarkozy en altres causes obertes després de la seva sortida del Elisi el 2012.
El setembre del mateix any, Sarkozy va rebre una segona condemna, en aquesta ocasió a un any de presó per finançament il·legal de la campanya electoral de 2012 (la que de fet el va apartar del poder en perdre les eleccions). El 18 de desembre de 2024, Sarkozy va ser definitivament sentenciat a tres anys de presó servits amb grillet electrònic, per corrupció i tàfic d'influència, que va recórrer al Tribunal Europeu de Drets Humans.

## Càrrecs

### Ministre
- Ministre d'Estat, Ministre de l'Interior i d'Ordenació del Territori: 2005-2007
- Ministre d'Estat, Ministre d'Economia i Finances: març-novembre de 2004
- Ministre d'Estat, Ministre de l'Interior, Seguretat Interior i Llibertats Locals: 2002-2004
- Ministre de Comunicació: 1995-1995
- Ministre de Pressupostos i portaveu del Govern: 1993-1995

### Mandats electorals
- Membre de l'Assemblea Nacional de França pels Alts del Sena: 1988-1993 (es va convertir en ministre el 1993) / 1995-2002 (es va convertir en ministre el 2002) / març-maig de 2005 (es va convertir en ministre el 2005)
- Alcalde de Neuilly-sur-Seine: 1983-2002
- Membre del Consell Municipal de Neuilly-sur-Seine: 1977-2002
- President del Consell General d'Alts del Sena: 2004-2007 (es va convertir en president el 2007)
- Vicepresident del Consell General d'Alts del Sena: 1986-1988
- Membre del Consell General d'Alts del Sena: 1985-1988 / 2004/2007
- Membre del Consell Regional de l'Illa de França: 1986-1988

### Polítics
- Portaveu de la Unió per un Moviment Popular: 2004-2007 (es va convertir en president el 2007). Reescollit el novembre de 2014
- President de l'Agrupació per la República: d'abril a octubre de 1999.
- Portaveu de l'Agrupació per la República: 1995-1997